# Pseudosermyle phalangiphora
Pseudosermyle phalangiphora är en insektsart som först beskrevs av Rehn, J.A.G. 1907.  Pseudosermyle phalangiphora ingår i släktet Pseudosermyle och familjen Diapheromeridae. Inga underarter finns listade i Catalogue of Life.